# Cissos
Cissos (en grec antic: Κισσός) era el nom d'una ciutat de Macedònia prop de Racelos, que sembla que havia estat el nom d'un promontori on Enees va fundar, segons la llegenda, la seva ciutat, Enea. Cissos, juntament amb Enea i Calastra, van contribuir a l'engrandiment de Tessalònica. A Cissos segons la tradició, hi va néixer Cisseu, un rei traci que menciona Homer.
Segons Xenofont, a la muntanya de Cissos s'hi trobaven el lleó, l'onça, el linx, la pantera i l'ós.